# リエック＝シュル＝ベロン
リエック＝シュル＝ベロン （Riec-sur-Bélon、ブルトン語:Rieg）は、フランス、ブルターニュ地域圏、フィニステール県のコミューン。
コルヌアイユ地方に属し、かつてはカンペール司教座に属した。ヒラガキの一種ベロン種のまちとして知られている。

## 地理

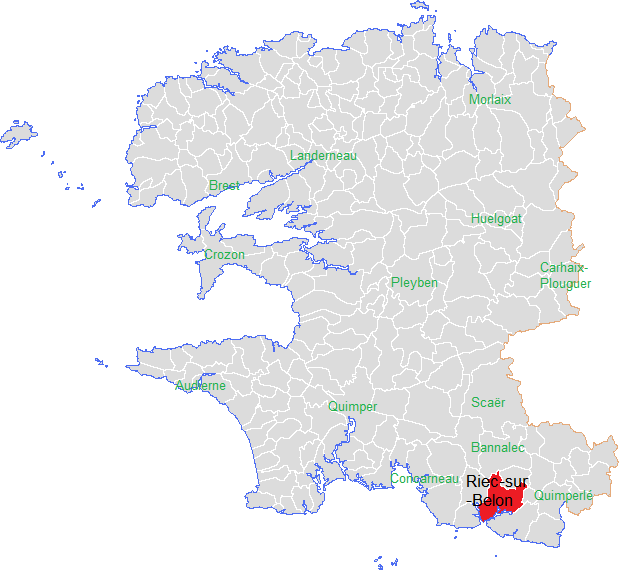
県内のリエックの位置

コルヌアイユ地方にあり、県南東部に位置する。西はアヴァン川、東をベロン川と接している。この小さな沿岸河川は谷の一部に海水が入り込んでおり、コミューンの南端であるパンケルネオ岬で2つの入り江は海と合流する。

## 由来
リエックとは、6世紀に生きたブルトン人聖人、聖リオック（Riok）に由来する。彼は、エロルン川のほとりで聖デリアンと聖ネヴェンテールを食べようとしていたドラゴンの爪の間から2人を救出すると、カマレ＝シュル＝メール近郊の庵で暮らしていた。ベロンとは、コミューンと隣接する川の名である。
長く、単にRiecであったが、郵便局がブリエック（Briec）と混同するのを避けるために1898年に正式にリエック＝シュル＝ベロンとなった。

## 歴史

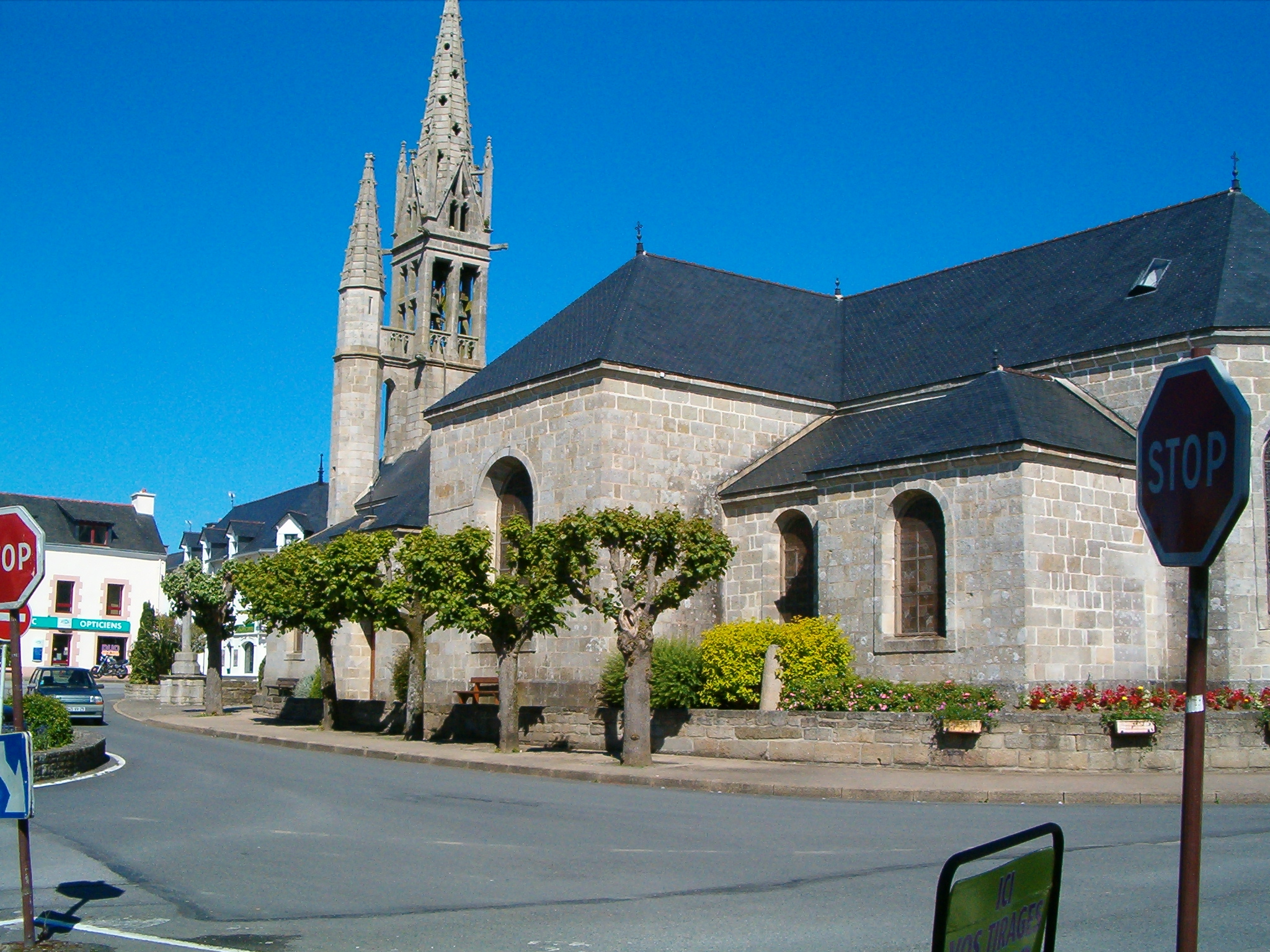
サン・ピエール教会

封建時代のリエック教区のほとんどの土地が、ポルト・ヌーヴ領主のものであった。ポルト・ヌーヴ城はベロン川の端にあった。
1790年、リエックはコミューンとなったが、サン・ゲノレ小教区はポン＝タヴァンに併合された。
第一次世界大戦期、コミューンは住民の生活に大きな被害を支払った。コミューンの戦死者記念碑には、170名のリエック住民が国のために死んだと記されている。
1940年6月28日、ドイツ軍がリエックに到着した。1943年1月にヒトラー・ユーゲントがポルト・ヌーヴ城に入り、同時にドイツ将官たちはオストレア・ホテルへ移った。1943年8月24日、戦車に乗ってロシア人たちが到着した。彼らは元・戦争捕虜で、餓死刑になるよりもドイツ軍の手先になることを選んだ者たちだった。1944年から恐怖支配が始まった。ケルゲルン学校は野戦憲兵の兵舎、そして刑務所に変えられた。1944年8月、ドイツ軍はロリアンへ向かい、リエックを発った。彼らが出発するとレジスタンス勢力との衝突が起こり、火事が発生した。

## 人口統計
| 1962年 | 1968年 | 1975年 | 1982年 | 1990年 | 1999年 | 2006年 | 2011年 |
| ------ | ------ | ------ | ------ | ------ | ------ | ------ | ------ |
| 4389   | 4308   | 4158   | 4059   | 4014   | 4008   | 4129   | 4115   |

参照元:1999年までEHESS、2004年以降INSEE

## ブルトン語
2008年12月16日、コミューン議会はブルトン語の日常使用促進をうたうYa d'ar brezhoneg憲章の批准を可決した。

## 経済
リエック経済の主要な柱はカキ養殖と観光業である。観光客の密度は夏期に非常に高くなり、人々はベロン川やアヴァン川の砂浜や水上のアクティビティを楽しむ。ポン＝タヴァンに近いことと、カキが魅力の要素の一つであろう。